# João 1

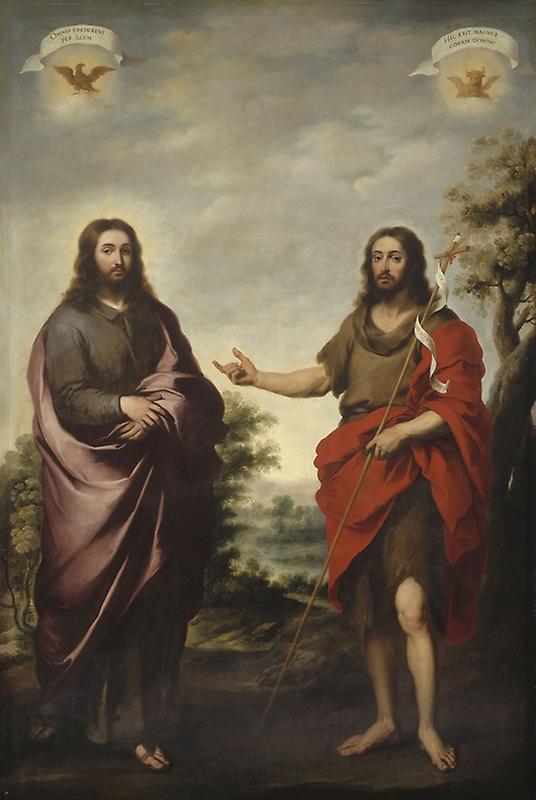
"João Batista apresenta Jesus" como Cordeiro de Deus, um dos temas de João 1.
1655. Por Murillo, atualmente no Art Institute of Chicago, nos EUA.

João 1 é o primeiro capítulo do Evangelho de João no Novo Testamento da Bíblia. 

## Análise
O capítulo 1 de João pode ser dividido em duas partes. A primeira, que compreende os versículos 1 ao 18, é uma introdução ao evangelho como um todo, afirmando que o Logos é "Deus" ("divino", "um Deus", "como Deus" dependendo da tradução)) e atua como "palavra" ("Verbo") de Deus "encarnado", ou seja, enviado para este mundo para interceder pela humanidade e perdoar seus pecados ("o evangelho", uma palavra que significa "boas novas"). Esta porção de João é de importância central para o desenvolvimento da doutrina cristã da "encarnação". Muitos já compararam este trecho com Gênesis 1:31, no qual a frase "no príncipio" aparece pela primeira vez enfatizando a diferença entre a escuridão (como «A terra, porém, era sem forma e vazia» (Gênesis 1:2)) e a luz («A luz resplandece nas trevas, e contra ela as trevas não prevaleceram» (João 1:5)). O resumo deste contraponto ocorre em «porque a Lei foi dada por intermédio de Moisés, mas a graça e a verdade vieram por Jesus Cristo» (João 1:17), no qual João liga com sucesso os dois trechos para o leitor — incluindo os judeus versados na Torá — indo da Lei àquele que realizará a Lei, Jesus.
A segunda parte, que cobre os versículos 19 a 50, relata a preparação pela qual passou João Batista na espera pelo vindouro Messias, a chegada do Messias e seus primeiros discípulos. Primeiro, João nega consistentemente ser ele próprio a luz e reafirma estar abrindo caminho para a luz que virá (v. 19 a 28). João revela em seguida que, perante "aquele que virá", ele próprio não era «digno de lhe desatar a correia das sandálias» (João 1:27) e muito menos capaz de batizá-Lo como os tantos que já havia feito. E foi no dia seguinte que Jesus apareceu perante João, que o reconhece como o Cordeiro de Deus (João 1:35) de quem ele falava. Conforme avança a narrativa, Jesus escolhe seus primeiros discípulos e muda o nome de "Simão" para "Cefas" (em grego: Κηφᾶς; romaniz.: cephas; "pedra" - Pedro), uma poderosa analogia ao papel que Pedro teria depois da crucificação de Jesus como líder da nascente igreja. Mudanças de nome ocorrem em outros lugares da Bíblia e geralmente demonstram a autoridade de Deus e funcionam como um sinal do que a pessoa se tornará ou fará, como foi o caso de "Abrão" para "Abraão" e "Jacó" para "Israel". O primeiro sinal ativo do poder de Jesus foi para Nataniel, que ficou muito impressionado pelo que Jesus já conhecia de antemão sobre sua pessoa.

## Manuscritos
- Papiro 5 - 1:23-32; 1:33-41
- Verbo